# Empis trilineata
Empis trilineata är en tvåvingeart som beskrevs av Gmelin 1790. Empis trilineata ingår i släktet Empis och familjen dansflugor. Inga underarter finns listade i Catalogue of Life.